# Medal Wyzwolenia Filipin
Medal Wyzwolenia Filipin (ang. Philippine Liberation Medal) – filipińskie odznaczenie wojskowe.

## Historia
Odznaczenie zostało ustanowione na rozkaz Dowództwa Armii Wspólnoty Narodów Filipin z 20 grudnia 1944 roku, początkowo jedynie w formie wstążki, dla uhonorowania każdego żołnierza, zarówno Wspólnoty Narodów Filipin, jak i wojsk sojuszniczych (amerykańskich, brytyjskich i Brytyjskiej Wspólnoty Narodów), który brał udział w wyzwoleniu Wysp Filipińskich podczas II wojny światowej w okresie od 17 października 1944 do 2 września 1945 roku. W formie pełnego medalu odznaczenie zostało zatwierdzone 22 lipca 1945 roku.
Armia amerykańska zatwierdziła medal 8 marca 1948 roku.
Odznaczenie jest wciąż nadawane. W 2003 roku w Wielkiej Brytanii trzech weteranów walk o wyzwolenie Filipin podczas II wojny światowej (Glyndwr Thomas Evan Collins, Constantine Shiels i Frank Broomhead) otrzymało medale z rąk ambasadora Filipin Edgardo B. Espiritu.

## Kryteria
Aby otrzymać Medal Wyzwolenia Filipin, żołnierz musi spełnić co najmniej jedno z następujących kryteriów:
- wziąć udział w operacji pierwszego lądowania na Leyte i przyległych wyspach od 17 do 20 października 1944 roku. Uważa się, że dana osoba brała udział w takiej operacji, jeśli wylądowała na Leyte lub sąsiednich wyspach, znajdowała się na statku na wodach terytorialnych Filipin lub była członkiem załogi samolotu, który w tym okresie przynajmniej raz przeleciał nad terytorium Filipin.
- wziąć udział przynajmniej w jednym starciu przeciwko siłom japońskim na Leyte lub przyległych wyspach podczas kampanii wyzwolenia Filipin od 17 października 1944 do 2 września 1945 roku.
- wziąć udział przynajmniej w jednym starciu przeciwko siłom japońskim na wyspach innych niż wymienione powyżej podczas kampanii wyzwolenia Filipin od 17 października 1944 do 2 września 1945 roku.
- służyć na Wyspach Filipińskich lub na statkach znajdujących się na wodach terytorialnych Filipin przez nie mniej niż 30 dni w podanym okresie.

Żołnierz, który spełnił więcej niż jeden z wyżej wymienionych warunków, otrzymuje service star o średnicy 3/16 cala do wstążki i baretki Medalu Wyzwolenia Filipin.